# Brian J. White
Brian Joseph White (* 21. April 1975 in Boston, Massachusetts) ist ein US-amerikanischer Schauspieler und Filmproduzent sowie ehemaliger American-Football- und Lacrosse-Spieler.

## Leben
Brian J. White wurde am 21. April 1975 in Boston als Sohn von dem Basketball-Nationalspieler Jo Jo White und Estelle Bowser, die er als seine persönliche Heldin tituliert, geboren. Er hat außerdem fünf Schwestern. Er besuchte die Newton South High School und anschließend das Dartmouth College in Hanover im US-Bundesstaat New Hampshire, wo er Politische Psychologie und Theaterwissenschaften studierte. Er machte außerdem Lehrgänge zu einem lizenzierten Börsenmakler. Gemeinsam mit Reia Briggs gründete er die Tanzschule Phunk Phenomenon Urban Dance Theater in seiner Geburtsstadt. Zusätzlich ist er Gründer und Inhaber des Online-Fitness-Shops The Workout Warehouse Performance Leader. Er ist Mitglied der Beta Theta Phi Fraternity und praktiziert in seiner Freizeit Kampfkunst, Golf und Inlineskating. Seit dem 28. August 2010 ist er mit Paula Da Silva verheiratet. Die beiden sind Eltern einer Tochter.

## Karriere
Bevor White Schauspieler wurde, stand er bei den New England Patriots unter Vertrag. Insgesamt gehörte er für zwei Spielzeiten zur Mannschaft. Außerdem stand er bei der Lacrosse-Mannschaft Boston Blazers unter Vertrag. Aufgrund einer Verletzung musste er seine Karriere als Sportler frühzeitig beenden und wechselte zum Schauspiel.
Nach Nebenrollen und Kleinstrollen in den späten 1990er Jahren übernahm White in 24 Episoden der Fernsehserie Spyder Games die Rolle des Alex Peters. In der ersten Hälfte der 2000er Jahre folgten Nebenrollen in verschiedenen Filmproduktionen wie 2000 in Something to Sing About, 2003 in This Girl’s Life – Mein Leben als Pornostar oder 2005 in Brick, Dirty und Die Familie Stone – Verloben verboten! sowie als Seriendarsteller in Moesha oder von 2004 bis 2005 in 13 Episoden als Nigel Muse in Second Time Around. 2006 war er in D.O.A. – Dead or Alive als Zack, 2007 in den Filmen Stomp the Yard als Sylvester, in Daddy’s Little Girls als Christopher, in Schwerter des Königs – Dungeon Siege als Commander Tarish und in Daddy ohne Plan als Jamal Webber, 2009 unter anderen in Zwölf Runden als Hank Carver und in Fighting als Evan Hailey zu sehen. Größere Serienrollen übernahm er außerdem von 2003 bis 2008 in The Shield – Gesetz der Gewalt als Tavon Garris und von 2007 bis 2008 in Moonlight als Lt. Carl Davis. 2008 wirkte er im Musikvideo zum Lied It's A New Day von Will.i.am mit.
2011 folgte eine Mitwirkung im Musikvideo zum Lied Until It's Gone der Sängerin Monica. 2012 übernahm er die Rolle des Truman im Horrorfilm The Cabin in the Woods. Von 2012 bis 2016 verkörperte er die Rolle des Joe Bishop in der Fernsehserie Beauty and the Beast. Von 2013 bis 2014 war er in acht Episoden der Fernsehserie Hostages in der Rolle des Colonel Thomas Blair zu sehen. Ab demselben Jahr bis 2015 verkörperte er in zwölf Episoden der Fernsehserie Mistresses die Rolle des Blair Patterson. 2015 war er in der Rolle des Franklin Russell in sechs Episoden der Fernsehserie Scandal und als Dallas Patterson in neun Episoden der Fernsehserie Chicago Fire  zu sehen. 2017 spielte er die männliche Hauptrolle im Musikvideo zum Lied Long As I Get Paid von Agnes Monica. Von 2017 bis 2018 stellte er in der Fernsehserie Ray Donovan die Rolle des Jay White, von 2018 bis 2019 die Rolle des Jimmy in Bronx SIU dar. 2019 folgte die Rolle des Evan Lancaster in 18 Episoden der Fernsehserien Ambitions.
Seit 2011, durch acht Episoden der Fernsehserie 9ine, ist er auch als Produzent tätig. Es folgten eine Reihe von Spielfilmen, in denen er für die Produktion zuständig war.

## Filmografie

### Schauspieler
- 1997: Heirat nicht ausgeschlossen (The Matchmaker)
- 1999: The Best Man – Hochzeit mit Hindernissen (The Best Man)
- 2000: Felicity (Fernsehserie, Episode 2x19)
- 2000: Moesha (Fernsehserie, 3 Episoden)
- 2000: Something to Sing About (Fernsehfilm)
- 2001: Undressed – Wer mit wem? ((MTV's) Undressed) (Fernsehserie)
- 2001: Spyder Games (Fernsehserie, 24 Episoden)
- 2001: Die Parkers (The Parkers) (Fernsehserie, Episode 3x02)
- 2001: Me & Mrs. Jones
- 2002: For Mature Audiences Only (Kurzfilm)
- 2002: The Wonderful World of Disney (Fernsehserie, Episode 44x18)
- 2003: The Lone Ranger (Fernsehfilm)
- 2003: The Movie Hero
- 2003: Lizzie McGuire (Fernsehserie, Episode 2x31)
- 2003: This Girl’s Life – Mein Leben als Pornostar (This Girl’s Life)
- 2003: Malibooty!
- 2003: Redemption
- 2003–2008: The Shield – Gesetz der Gewalt (The Shield) (Fernsehserie, 11 Episoden)
- 2004: Mr 3000
- 2004: Trois 3: The Escort
- 2004–2005: Second Time Around (Fernsehserie, 13 Episoden)
- 2005: Brick
- 2005: Dirty
- 2005: Die Familie Stone – Verloben verboten! (The Family Stone)
- 2005: Venice Underground
- 2006: In Justice (Fernsehserie, Episode 1x09)
- 2006: D.O.A. – Dead or Alive (DOA: Dead or Alive)
- 2006: Ways of the Flesh
- 2007: Stomp the Yard
- 2007: Daddy’s Little Girls
- 2007: Ghost Whisperer – Stimmen aus dem Jenseits (Ghost Whisperer) (Fernsehserie, 2 Episoden)
- 2007: Schwerter des Königs – Dungeon Siege (In the Name of the King: A Dungeon Siege Tale)
- 2007: Motives 2
- 2007: Daddy ohne Plan
- 2007: Football Wives
- 2007–2008: Moonlight (Fernsehserie, 7 Episoden)
- 2009: Zwölf Runden (12 Rounds)
- 2009: Fighting
- 2009: I Can Do Bad All by Myself
- 2009: CSI: Miami (Fernsehserie, Episode 7x12)
- 2009–2011: Men of a Certain Age (Fernsehserie, 16 Episoden)
- 2011: Body of Proof (Fernsehserie, Episode 1x02)
- 2011: 9ine (Fernsehserie, 4 Episoden)
- 2011: Love Bites (Fernsehserie, Episode 1x05)
- 2011: Politics of Love
- 2012: The Cabin in the Woods
- 2012: CSI: Miami (Fernsehserie, Episode 10x13)
- 2012: What My Husband Doesn’t Know
- 2012: Good Deeds
- 2012: The Carlton Dance (Kurzfilm)
- 2012: Burn Notice (Fernsehserie, Episode 6x08)
- 2012–2016: Beauty and the Beast (Fernsehserie, 15 Episoden)
- 2013: Someone to Love
- 2013–2014: Hostages (Fernsehserie, 8 Episoden)
- 2013–2015: Mistresses (Fernsehserie, 12 Episoden)
- 2014: The Rebels (Fernsehserie, Episode 1x01)
- 2014: Major Crimes (Fernsehserie, Episode 3x04)
- 2014: Hawaii Five-0 (Fernsehserie, Episode 5x02)
- 2014: Getting Even
- 2015: Walter
- 2015: My Favorite Five
- 2015: With This Ring (Fernsehfilm)
- 2015: Suits (Fernsehserie, Episode 4x12)
- 2015: Another Period (Fernsehserie, Episode 1x05)
- 2015: Chicago P.D. (Fernsehserie, Episode 3x07)
- 2015: Bachelors
- 2015: Scandal (Fernsehserie, 6 Episoden)
- 2015: Chicago Fire (Fernsehserie, 9 Episoden)
- 2015: Where Children Play
- 2016: Colony (Fernsehserie, Episode 1x02)
- 2016: 36 Hour Layover
- 2016: Only for One Night
- 2017: Media (Fernsehfilm)
- 2017: APB (Fernsehserie, Episode 1x05)
- 2017–2018: Ray Donovan (Fernsehserie, 11 Episoden)
- 2018: Taken – Die Zeit ist dein Feind (Taken) (Fernsehserie, Episode 2x04)
- 2018: Amateur
- 2018: Young & Hungry (Fernsehserie, Episode 5x18)
- 2018: We Belong Together
- 2018: Never Heard
- 2018–2019: Bronx SIU (Fernsehserie, 14 Episoden)
- seit 2018: Craig Ross Jr.'s Monogamy (Fernsehserie)
- 2019: Black Privilege (Fernsehfilm)
- 2019: Dear Frank
- 2019: Ambitions (Fernsehserie, 18 Episoden)
- 2019: A Shot for Justice
- 2020: Howard High (Mini-Serie)
- 2020: Stereoscope (Fernsehserie, 10 Episoden)
- 2021: Stuck Together (Fernsehserie)
- 2024: The Rookie (Fernsehserie)
- 2024: Criminal Minds: Beyond Borders (Fernsehserie)

### Produzent
- 2011: 9ine (Fernsehserie, 8 Episoden)
- 2013: Someone to Love
- 2014: Getting Even
- 2015: My Favorite Five
- 2015: Where Children Play
- 2016: 36 Hour Layover
- 2016: Only for One Night
- 2018: Craig Ross Jr.'s Monogamy (Fernsehserie)
- 2018: Bronx SIU (Fernsehserie, Episode 1x01)
- 2018: Never Heard
- 2019: Black Privilege (Fernsehfilm)
- 2019: Dear Frank
- 2019: A Shot for Justice
- 2020: Howard High (Mini-Serie)